# Inspirer
Максим Александрович Мазеин (известный как «Inspirer», 14 апреля 1983) — один из самых титулованных российских киберспортсменов в игре World of Tanks. Многократный победитель соревнований и чемпионатов по игре World of Tanks, четырёхкратный чемпион мира.

## Биография
Максим («Inspirer») Мазеин родился в Екатеринбурге, где сейчас и проживает. Окончил школу, поступил в Екатеринбургский механический техникум на факультет машиностроения по специальности «техник-технолог». Проходил практику в «Пневмостроймашина» и оптико-механическом заводе. После получения диплома устроился работать инженером по ремонту сетей. Параллельно с основной работой, Максим начал играть в компьютерную игру World of Tanks. Со временем игра стала для него больше, чем хобби. Через некоторое время его пригласили в профессиональную команду The RED. Там «Inspirer» проявил себя с лучшей стороны и начал играть на крупных турнирах вместе с LeBwa.
«Играть мне нравилось, но и работу не забывал. Все турниры по „танкам“ я планировал на отпуск, чтобы не было в ущерб работе. Но начальник негативно относился к моим игровым успехам и, когда настала пора очередного турнира, не отпустил меня в запланированный отпуск».
Чтобы попасть на WGL 2013 (1 сезон) — первый крупный турнир по этой игре, Максиму пришлось оставить основную работу (31.05.2013) и полностью погрузиться в процесс тренировок.
«Помню, пришел с работы, настроения не было, думал всю ночь, а утром написал заявление на увольнение. Сделал это за две недели до выезда на турнир, чтобы было время на подготовку, да и формальности все уладить. С тех пор ни разу не пожалел. Тот турнир мы выиграли, я получил в качестве призовых больше, чем зарабатывал на своей работе за год».
После ухода с основной работы Максим начал завоёвывать множество трофеев и попал в 10-ку лучших игроков World of Tanks.
В том же 2013 году команде поступило предложение о переходе под знамёна организации Natus Vincere, которая решила открыть свое представительство в World of Tanks.
В 2018 году закончил выступление на профессиональной сцене. Сейчас Максим развивает свой YouTube-канал.

## Семейная жизнь
Женат, имеет как минимум одного ребёнка - дочь Милу. Подробности семейной жизни предпочитает не распространять.

## Карьера
В World of Tanks Максим «Inspirer» Мазеин начал играть с 2010 года. В профессиональный киберспорт пришёл через полтора года. В 2012 начал играть за команду «The RED: RUSH», которая в 2013 году вступила под знамёна организации Na'Vi. Первый чемпионат мира был выигран в Китае, на WCG 2012. Это была первая в его жизни заграничная поездка. На профессиональной сцене Максим выступал вплоть до 2018 года. В 2016 г. Inspirer стал игроком года в World of Tanks по версии imbalance.ru, а бой, принесший победу Nа’Vi в гранд-финале 2016-го, признали видео года. Однако в 2017 году Natus Vincere закрыли состав по World of Tanks. Команда решила вернуть своё название «RUSH». Доиграв с ней последний сезон, Мазеин окончил карьеру киберспортсмена и начал активно развивать свой канал на YouTube, где он и до окончания карьеры проводил прямые трансляции, на которых общался с подписчиками и передавал им свои навыки игры. Также параллельно развитию канала, Максим является участником проекта КОРМ. Основной частью состава клана КОРМ являются киберспортсмены.

### Клан КОРМ
Все началось с легендарного клана [-КОРМ] (дефис добавлен, так как название KOPM было уже занято), который существовал с 05.06.2014 по 20.03.2016. Это был один из самых известных и сильных кланов в игре в то время. Изначально он состоял по большей части из профессиональных игроков в танки — киберспортсменов. Со временем в клан стали приглашать игроков с выдающимися показателями статистики. Но из-за падения активности игроков клан потерял позиции в рейтингах. Как итог Дмитрий «LeBwa» Палащенко распускает клан. Формально, клан продолжает существовать, но никаких активных действий не ведёт.

### Клан КОРМ2
Клан [КОРМ2] в игре World of Tanks был основан 14 апреля 2016(в день рождения Максима) во время трансляции, известной как «первый выпуск „FlaberFM“».Прямо во время трансляции, Дмитрий Палащенко создал клан: KOPM2[23][24]. Неудивительно, что после успеха первого «КОРМа» создание клана [КОРМ2] стало одним из самых ожидаемых и интересных событий весны. Перед первым сражением в абсолютном формате у клана [КОРМ2] было сыграно 72 боя, из которых 70 побед, 1 ничья и 1 поражение от клана [UDSI][25]. На время подготовки и проведения турниров WGL 2016—2017 года, развитие клана сильно пострадало, так как команда готовилась к турниру. После длительного перерыва клан возобновил активные действия. Первые два месяца [КОРМ2] испытывал достаточно серьёзные трудности в игре, но затем часть проблем удалось решить за счет набора новых бойцов и смены полевого командира. Клан по-прежнему пользуются популярностью у публики и активной финансовой поддержкой со стороны зрителей.
Клан продолжит набираться опыта в Абсолютном формате и развиваться информационно. Особенность организации клана состоит в том, что большую часть доходов от видео и все пожертвования, Дмитрий делит с участниками клана поровну.

### Основные достижения кланов -КОРМ и КОРМ2
| Место | Турнир                             | Место проведения | Дата проведения | Призовые                |
| ----- | ---------------------------------- | ---------------- | --------------- | ----------------------- |
| 1     | «Абсолютное превосходство. Прорыв» | online           | 2014            | 800 000 игрового золота |
| 1     | Третья кампания «Великая война»    | online           | 2014            |                         |
| и     | «Абсолютное превосходство. Осада»  | online           | 2015            | 850 000 игрового золота |
| 1     | «Абсолютное превосходство V»       | online           | 2015            | 500 000 игрового золота |
| 2     | Ивент «Армагеддон»                 | online           | 2015            |                         |
| 2     | Ивент «Сафари»                     | online           | 2015            |                         |
| 1     | «Абсолютное превосходство IX»      | online           | 2017            | $ 10000                 |
| 1     | шоу-матч «Абсолютное начало»       | online           | 2017            | $ 5000                  |
| 2     | шоу-матч "Операция «Geostorm»      | online           | 2017            |                         |
|       | матч-реванш против FAME [EU]       | online           | середина 2018   |                         |

### Медиа
Параллельно с киберспортивной карьерой, между тренировками, Максим проводил прямые трансляции на своём Twitch-канале с 2013 года. После окончания выступления на профессиональной арене, Максим начал серьёзно развивать свой YouTube-канал. На трансляциях он рассказывает своим зрителям тактики игры и просто общается на разнообразные темы. Внимание к себе Максим привлекает за счёт своей доброты, позитивности, хорошей игры и, иногда, вспыльчивости. В феврале 2021 года, команда Максима «Inspirer» и Дмитрия «LeBwa» заняла почётное 2-е место в игровом событии «Битва блогеров».

### Текущая активность
На сегодняшний день Максим продолжает развивать свой YouTube-канал, Twitch-канал и прочие соцсети такие как ВКонтакте, Instagram. На трансляциях он играет в разнообразные игры и принимает активное участие во всех игровых событиях World of Tanks и участвует в коллаборациях с другими «танковыми блогерами».

## Достижения
| Место | В игре         | В составе команды | Турнир                                | Место проведения | Дата проведения | Призовые      |
| ----- | -------------- | ----------------- | ------------------------------------- | ---------------- | --------------- | ------------- |
| 1     | World of Tanks | The RED: Rush     | 2012 Techlabs Cup                     | Москва           | 2012            | $4 000        |
| 1     | World of Tanks | The RED: Rush     | WCG 2012 Grand Final                  | Куньшань         | 2012            | $28 000       |
| 1     | World of Tanks | The RED: Rush     | StarLadder Season 4                   | Киев             | 2012            | $6 000        |
| 1     | World of Tanks | The RED: Rush     | ESL EMS Winter 2012                   | online           | 2012            |               |
| 1     | World of Tanks | Na'Vi             | GeForce                               | Seattle          | 2013            | 20000$        |
| 1     | World of Tanks | RUSH              | WGL RU 2013 season 1                  | Киев             | 2013            | $50 000       |
| 1     | World of Tanks | Na'Vi             | WGL RU 2013 season 2 ИГРОМИР          | Москва           | 2013            | $50 000       |
| 1     | World of Tanks | Na'Vi             | 2013 Techlabs Cup                     | Минск            | 2013            | $12 000       |
| 1     | World of Tanks | Na'Vi             | UralSteel Tagil                       | Тагил            | 2013            |               |
| 1     | World of Tanks | Na'Vi             | Гранд Финал WGL 2014                  | Варшава          | 2014            | $60 000       |
| 1     | World of Tanks | Na'Vi             | RU Gold Series 2014 Season 1          | Минск            | 2014            | $50 000       |
| 2     | World of Tanks | Na’Vi             | RU Gold Series 2014 Season 2          | online           | 2014            | $25 000       |
| 2     | World of Tanks | Na'Vi             | World Cyber Arena                     | Мяньян           | 2015            | $79 000       |
| 3     | World of Tanks | Na'Vi             | The Grand Finals                      | Варшава          | 2015            | $35 000       |
| 3     | World of Tanks | Na'Vi             | Continetal Rumble                     | Познань          | 2015            | $15 000       |
| 1     | World of Tanks | Na'Vi             | RU Gold Series 2015 Season 4          | online + LAN     | 2015            | $55 000       |
| 3     | World of Tanks | Na'Vi             | Гранд Финал WGL 2015                  | Варшава          | 2015            | $35 000       |
| 1     | World of Tanks | Na'Vi             | RU Gold Series 2015 Season 3          | online + LAN     | 2015            | $55 000       |
| 1     | World of Tanks | Na'Vi             | MCG                                   |                  | 2015            | 200 000 юаней |
| 1     | World of Tanks | Na'Vi             | WGL RU Gold Series 2015 Season 2      | online + LAN     | 2016            | $47 500       |
| 1     | World of Tanks | Na'Vi             | Гранд Финал WGL 2016                  | Варшава          | 2016            | $150 000      |
| 1     | World of Tanks | Na'Vi             | WGL RU Gold Series 2016 Season 1      | online + LAN     | 2016            |               |
| 1     | World of Tanks | Na'Vi             | WGL RU Gold Series 2016 Season 2      | online + LAN     | 2017            |               |
| 3     | World of Tanks | Na'Vi             | Wargaming.net League 2017 Grand Final | Варшава          | 2017            |               |
| 2     | World of Tanks | RUSH              | Золотая серия WGL 2017                | Москва           | 2017            | $30 000       |